# Charlie Purdy
Charles „Charlie” Stanislaus Purdy (ur. 24 listopada 1905 w Auckland, zm. 25 stycznia 1982 w Sydney) – nowozelandzki bokser.

## Kariera sportowa
W 1921 został mistrzem Nowej Zelandii w wadze koguciej, a w 1922 i 1923 – w wadze lekkiej. Reprezentował kraj na igrzyskach olimpijskich w 1924, na których wystartował w wadze lekkiej i zajął 17. miejsce. W pierwszej walce przegrał z Francuzem Arnoldem Tholeyem na punkty. Werdykt sędziów wzbudził kontrowersje, ponieważ Nowozelandczyk przegrał pomimo przewagi. W liście otwartym napisanym po zawodach stwierdził:

(ang.) I was robbed of the fight, which I won from start to finish. During two first round he never hit me.
Zostałem okradziony w walce, którą prowadziłem od początku do końca. Przez pierwsze dwie rundy on [Tholey] ani razu mnie nie trafił.

a także:

(ang.) The referee was a Frenchman, one of the judges was an American, and the other judge was of another nationality. The Yankee gave me nine points out of ten and said it was finest exhibition of the morning.
Sędzia był Francuzem, jeden z sędziów punktowych był Amerykaninem, a drugi – innej narodowości. Jankes dał mi 9 punktów na 10 możliwych i powiedział, że był to najlepszy występ dnia.

Protesty Purdy′ego wsparła jedna z największych wówczas nowozelandzkich gazet – „New Zealand Truth”. Po igrzyskach olimpijskich został mistrzem Irlandii w wadze lekkiej, a następnie został profesjonalnym bokserem. Status profesjonalisty otrzymał w październiku 1924, a pierwszą zawodową walkę stoczył 13 listopada 1924. Jego rywalem był wówczas Bert Brown. Purdy wygrał walkę na punkty. Pierwszą profesjonalną walkę poza Nową Zelandią Purdy stoczył 4 lipca 1925. Jego rywalem był Jimmy Allen, a pojedynek zakończył się remisem. Purdy pierwszej porażki doznał 15 lutego 1926, a jego rywalem był Reg Trowern.

## Życie prywatne
W 1930 wziął ślub z Verą Garnett. Para rozwiodła się 17 kwietnia 1935. W noc poślubną żona rzuciła się na niego i szkłem rozcięła mu czoło. Z powodu przemocy w rodzinie Purdy pięciokrotnie trafiał do szpitala.